# Hiew
Hiew (скорочення від Hacker's view укр. погляд хакера) відомий консольний шістнадцятковий редактор для Windows, написаний Євгеном Сусліковим (sen). 
Серед його можливостей наявні здатність перегляду файлів в текстовому, шістнадцятковому та дизасемблерному режимі. 
Програма головним чином призначена для редагування виконуваних файлів форматів COFF, PE або ELF виконуваних файлів.

## Можливості
Можливості Hiew'а включають:
- Вбудованого x86, x86-64 та ARMv6 асемблера і дизасемблера.
- Пошук за шаблонами в режимі дизасемблера.
- Підтримку NE, LE, LX, PE й little-endian ELF форматів виконуваних файлів.
- Вбудованого 64-бітного калькулятора.
- Підтримку файлів довільного розміру.

## Зовнішні посилання
- Офіційний сайт [Архівовано 30 липня 2013 у Wayback Machine.]

1. ↑  версия 8.80